# Maria Șarapova
Maria Yuryevna Sharapova (în rusă Мария Юрьевна Шарапова ascultăⓘ; n. 19 aprilie 1987, Niagan, RSFS Rusă, URSS) este o fostă jucătoare profesionistă de tenis din Rusia, deținătoare a cinci titluri de mare șlem (Australian Open, Roland Garros, Wimbledon și US Open) și medaliată cu argint la Jocurile Olimpice de la Londra din 2012. Sharapova este una din cele 10 jucătoare de tenis care au reușit să obțină Career Grand Slam. De asemenea, aceasta a fost și numărul 1 mondial WTA timp de 21 săptămâni. Sharapova a câștigat Turneul Campioanelor în 2004, an în care s-a impus la Wimbledon, la vârsta de 17 ani, fiind la acea vreme a treia cea mai tânără câștigătoare de Grand Slam din istoria tenisului feminin (după Martina Hingis și Lottie Lod).
Cunoscută pentru rivalitatea cu Serena Williams, dar și pentru stilul său de joc agresiv, Sharapova a avut o carieră în tenis puternic mediatizată. Considerată una dintre cele mai bune jucătoare pe zgură, Sharapova a jucat trei finale la rând la Roland Garros, câștigând de două ori (2012 și 2014). În anul 2016, rusoaica a picat un test anti-doping, ceea ce i-a adus o suspendare profesională de un an și prejudicii reputației sale, ea fiind aspru criticată în spațiul public în urma știrilor apărute. Sharapova a revenit în circuitul WTA în aprilie 2017, la turneul de tenis Stuttgart Grand Prix, unde a ajuns până în semifinale. Sportiva câștigase trei ani la rând competiția germană: 2012-2013-2014.  
Sharapova s-a retras din activitate la începutul anului 2020, în urma eliminării drastice suferite în primul tur de la Australian Open, unde a pierdut contra croatei Donna Vekic în minimum de seturi: 3-6 4-6. Rusoaica este a patra tenismenă în clasamentul all-time privitor la câștigurile obținute în tenis (după surorile Serena și Venus Williams, respectiv Simona Halep). Totodată, ea și-a încheiat activitatea având un total de 39 titluri WTA (36 la simplu și 3 la dublu).   

## Biografie
Părinții Mariei Șarapova s-au mutat în 1986 din Gomel, Rusia, în Siberia, după accidentul nuclear de la Cernobîl. După un an, au ajuns la Niagan, Rusia.
La vârsta de 7 ani, tânăra Maria se mută împreună cu tatăl ei, Iuri Șarapov, la Bradenton, în Florida (SUA), unde se înscrie la Academia de Tenis a lui Nick Bollettieri. Mama ei, Elena nu a putut să meargă cu ei imediat din cauza neobținerii vizei, ajungând în SUA câțiva ani mai târziu.
În 2002 familia Șarapov a cumpărat o casă la Manhattan Beach, California, o suburbie a orașului Los Angeles, dar Maria locuiește în majoritatea timpului tot la Bradenton, Florida, unde se antrenează.

## Turnee câștigate

### Turnee de simplu
- 2017: Tianjin Open (Tianjin, China)
- 2015: Internazionali BNL d'Italia (Roma, Italia)
- 2015: Brisbane International (Brisbane, Australia)
- 2014: China Open (Beijing, China)
- 2014: Roland Garros (Paris, Franța)
- 2014: Mutua Madrid Open (Madrid, Spania)
- 2014: Porsche Tennis Grand Prix (Stuttgart, Germania)
- 2013: Porsche Tennis Grand Prix (Stuttgart, Germania)
- 2013: BNP Paribas Open (Indian Wells, SUA)
- 2012: Roland Garros (Paris, Franța)
- 2012: Internazionali BNL d'Italia (Roma, Italia)
- 2012: Porsche Tennis Grand Prix (Stuttgart, Germania)
- 2011: Western & Southern Open (Cincinnati, SUA)
- 2011: Internazionali BNL d'Italia (Roma, Italia)
- 2010: Internationaux de Strasbourg (Strasbourg, Franța)
- 2010: Regions Morgan Keegan Championships & The Cellular South Cup (Memphis, SUA)
- 2009: Toray Pan Pacific Open (Tokio, Japonia)
- 2008: Bausch & Lomb Championships (Amelia Island, SUA)
- 2008: Qatar Total Open (Doha, Qatar)
- 2008: Australian Open (Melbourne, Australia)
- 2007: Acura Classic (San Diego, SUA)
- 2006: Generali Ladies Linz (Linz, Austria)
- 2006: Zurich Open (Zurich, Elveția)
- 2006: US Open (Flushing Meadows, SUA)
- 2006: Acura Classic (San Diego, SUA)
- 2006: Pacific Life Open (Indian Wells, SUA)
- 2005: DFS Classic (Birmingham, Marea Britanie)
- 2005: Qatar Total Open (Doha, Qatar)
- 2005: Toray Pan Pacific Open (Tokio, Japonia)
- 2004: WTA Tour Championships (Los Angeles, SUA)
- 2004: AIG Japan Open Tennis Championships (Tokio, Japonia)
- 2004: Hansol Korea Open (Seoul, Korea)
- 2004: Wimbledon (Wimbledon, Marea Britanie)
- 2004: DFS Classic (Birmingham, Marea Britanie)
- 2003: Challenge Bell (Quebec, Canada)
- 2003: Japan Open (Tokio, Japonia)

### Turnee de dublu
- 2004: DFS Classic (Birmingham, Marea Britanie; Partener: Maria Kirilenko)
- 2003: Seat Open Luxembourg (Luxembourg, Luxemburg; Partener: Tamarine Tanasugarn)
- 2003: Japan Open (Tokio, Japonia; Partener: Tamarine Tanasugarn)